# Boron
Boron es una comuna francesa situada en el departamento del Territorio de Belfort, de la región de Borgoña-Franco Condado.
Los habitantes se llaman Boronais.

## Geografía
Está ubicada a 14 km al sureste de Belfort.

## Demografía
| 187 | 189 | 227 | 291 | 356 | 351 | 401 | 480 |
| Para los censos de 1962 a 1999 la población legal corresponde a la población sin duplicidades (Fuente: INSEE [Consultar]) |     |     |     |     |     |     |     |